# Dave Clarke
David Maurice Clarke (Brighton, 19 de setembre de 1968) és un punxadiscos, productor discogràfic i presentador de ràdio anglès de música electrònica. El periodista musical de la BBC John Peel va anomenar Clarke The Baron of Techno.

## Trajectòria
La carrera musical de Clarke va començar com a productor musical. El seu primer llançament va ser amb el sobrenom de «Hardcore» al segell XL Recordings el 1990, dos anys després de fer el seu primer concert internacional a la discoteca Richters d'Amsterdam. El treball discogràfic va cridar l'atenció del segell belga de música techno R&S Records i va publicar-hi diversos EP el 1991 com a Hardcore i «Directional Force».
El 1992 Clarke va presentar el seu propi segell discogràfic, Magnetic North, publicant enregistraments amb el sobrenom de «Fly By Wire». Després va produir una sèrie d'EP sota el nom de «Red», un dels quals va ser inclòs per DJ Magazine a la seva llista «All Time Techno Top 100». Posteriorment va produir remescles per a artistes com Inner City, The Chemical Brothers, New Order, Underworld i Kevin Saunderson.
Clarke va publicar una sèrie d'àlbums de remescles de Dj, inclosos dos World Service, publicats amb el segell React Records a principis del segle xxi. El segon dels àlbums va vendre més de 100.000 còpies, mentre que World Service Vol. 1 va ser el número 9 de la llista de Resident Advisor dels millors àlbums de mescles del període 2000-2009.
L'àlbum Devil's Advocate, publicat el 2004, va ser la participació de Clarke durant un breu període amb el segell musical Skint i va comptar amb les col·laboracions de Chicks on Speed, Mr Lif i DJ Rush. El 2006 Clarke va estrenar el seu programa setmanal de ràdio, White Noise, a l'emissora holandesa VPRO.
El 2011 Clarke va iniciar un nou projecte anomenat «_Unsubscribe_» amb Jonas Uittenbosch després que es coneguessin a Utrecht. Han remesclat artistes com Ben Sims, Detroit Grand Pubahs i Boys Noize. El maig de 2013, el seu senzill de debut, «Spek Hondje», va aparèixer al segell Houndstooth després d'un silenci discogràfic de sis anys.
Clarke va explicar el 2013 que el programa de ràdio «és realment la meva manera de ser generós amb l'escena electrònica».

Clarke mai no prepara les seves sessions de DJ, fet que hi ha qui ho considera «estrany»:
M'agrada estar alerta, ser instintiu i «en directe», així que m'enfrontaré a cada concert a mesura que vingui. Per descomptat, alguns estan més «pressionats» que altres, però com a artista t'alimentes d'això.
El 2013 Clarke va explicar que la seva experiència com a DJ professional va ser una combinació d'«alts i baixos»:
El viatge és dur, la falta de son mata (3-4 hores durant 2-3 dies), renunciar als caps de setmana durant 25 anys necessita la comprensió d'amics i familiars, estar mort de cansament un dimarts és realment una llàstima, estar hores i hores al cotxe quan vols/necessites dormir et pot tornar boig, estar en un club on la gent realment t'entén i tot està sincopat és pura màgia.

## Discografia

### Àlbums
- Archive One (1996)[11]
- Devil's Advocate (2003)
- Remixes & Rarities (2006)
- Charcoal Eyes (A Selection of Remixes from Amsterdam) (2016)
- The Desecration of Desire (2017)

### Senzills i EP
- "Red 1" (1994)
- "Red 2" (1994)
- "Red Three: Thunder / Storm" (1995)
- "Southside" (1996)
- "No One's Driving" (1996)
- "Shake Your Booty" (1997)
- "Before I Was So Rudely Interrupted" (2000)
- "The Compass" (2001)
- "The Wolf" (2002)
- "Way of Life" (2003)
- "The Wiggle" (2004)
- "Just Ride" (2004)
- "What Was Her Name?" (2004)
- "Blue on Blue" (2004)
- "Dirtbox" (2005)
- "The Wolf/Way of Life" (remixes) (2017)
- "Charcoal Eyes (Glass Tears)" featuring Mark Lanegan (2017)
- "I'm Not Afraid" featuring Anika (2017)

### Recopilatoris de remecles
- Dave Clarke Presents X-Mix – Electro Boogie (1996)
- Muzik Masters (1996)
- Dave Clarke Presents Electro Boogie Vol. 2 – The Throwdown (1998)
- Fuse Presents Dave Clarke (1999)
- World Service (2001)
- World Service 2 (2005)
- I ♥ Techno (2007)
- Back in the Box (2008)
- Fabric 60 (2011)

### Remescles seleccionades
- Aphrohead a.k.a. Felix Da Housecat – ("In the Dark We Live") (1994)
- Death in Vegas – ("Rocco") (1996)
- The Chemical Brothers – ("Chemical Beats") (1996)
- Depeche Mode – ("Dream On")
- Midfield General – ("Coatnoise") (2000)
- Fischerspooner – ("Emerge") (2001)
- Chicks on Speed – ("Wordy Rappinghood") (2003)
- I Am Kloot – ("These Days Are Mine") (2013)[12][13]
- Marcel Fengler – ("Sky Pushing") (2014)